# KDice
KDice es un videojuego multijugador masivo en línea de estrategia basado en el videojuego "Taro Ito's Dice Wars". KDice está programado en Adobe Flash y AJAX por Ryan Dewsbury y fue lanzado en 2006. 
El videojuego es una versión simplificada del juego de mesa Risk, con el principal objetivo de controlar todos los territorios del mapa.

## Probabilidades
La siguiente tabla muestra la probabilidad de éxito de un ataque. Esta probabilidad depende del número de dados en el territorio atacante y en el defensor.
|          |         | Atacante |         |         |         |         |       |       |
| 2 dados  | 3 dados | 4 dados  | 5 dados | 6 dados | 7 dados | 8 dados |       |       |
| Defensor | 1 dado  | 83.8%    | 97.3%   | 99.7%   | &100%   | &100%   | 100%  | 100%  |
| Defensor | 2 dados | 44.4%    | 77.9%   | 93.9%   | 98.8%   | 99.8%   | &100% | &100% |
| Defensor | 3 dados | 15.2%    | 45.4%   | 74.3%   | 90.9%   | 97.5%   | 99.5% | 99.9% |
| Defensor | 4 dados | 3.6%     | 19.2%   | 46.0%   | 71.8%   | 88.4%   | 96.2% | 99.0% |
| Defensor | 5 dados | 0.6%     | 6.1%    | 22.0%   | 46.4%   | 70.0%   | 86.2% | 94.8% |
| Defensor | 6 dados | 0.1%     | 1.5%    | 8.3%    | 24.2%   | 46.7%   | 68.6% | 84.4% |
| Defensor | 7 dados | $0.0%    | 0.3%    | 2.6%    | 10.4%   | 26.0%   | 46.9% | 67.3% |
| Defensor | 8 dados | $0.0%    | $0.0%   | 0.6%    | 3.7%    | 12.2%   | 27.4% | 47.1% |

Cuando el atacante y el defensor tienen el mismo número de dados la probabilidad de éxito en el ataque está siempre por debajo del 50%. Esto es porque cuando el atacante y el defensor sacan el mismo número de dados el defensor gana.
- & Significa que es una aproximación al alza. El atacante solo tiene un 100% de probabilidades de éxito en las tiradas 8 vs 1 y 7 vs 1, en los demás casos la probabilidad real de éxito es menor.
- $ Significa que es una aproximación a la baja. El atacante tiene una pequeña posibilidad de ganar.